# Чорноморський флот Російської імперії
Чорноморський флот Російської імперії веде свій початок від російського військового флоту, створеного на Чорному морі після анексії Криму Російською імперією з кораблів Азовської і Дніпровської флотилій.

## Створення флоту
Вранці 1 травня 1783 року 16 великих вітрильних кораблів Дніпровської флотилії увійшли в Ахтіарську гавань і стали на якорях у теперішній Севастопольській головній бухті. Наступного дня, 2 травня, в бухту ввійшла Азовська флотилія Ф. Клокачова. За козацьким звичаєм Сидір Білий вітав побратимів з Дону гарматним салютом, а потім бенкетом на своєму флагманському кораблі.
У 1785 році був затверджений перший штат Чорноморського флоту у складі 12 лінійних кораблів, 20 фрегатів, 5 шхун, 23 транспортних судів, особового складу — 13,5 тисяч чоловік. Для управління флотом в Херсоні було створено Чорноморське адміралтейство.

## Вітрильний флот— розвиток і бойове використання
У XVIII–XIX століттях Чорноморський флот успішно діяв у війнах Російської імперії з Османською імперією, Францією і іншими державами.
Будівництво і перемоги Чорноморського флоту пов'язані з іменами видатних флотоводців : Ф. Ф. Ушакова, Д. М. Сенявіна, М. П. Лазарєва, П. С. Нахімова, М. І. Войновича та інших.

### Російсько-турецька війна 1787—1792
Незважаючи на чисельну перевагу турецького флоту, Чорноморський флот завдав йому великих поразок у битвах у Фідонісі (1788), в Керченській битві (1790), біля Тендри (1790) і біля мису Каліакрія (1791).
У війні яскраво проявилося мистецтво адмірала Ф. Ф. Ушакова, що командувало ескадрою, а в 1790 -1798 — усім Чорноморським флотом.
У 1789 році в Миколаєві була закладена кораблебудівна верф, і сюди з Херсону було переведено Чорноморське адміралтейство.

### Війна з Францією
Під час війни з Францією ескадра Чорноморського флоту під командуванням Ушакова вела в 1798 -1800 роках бойові дії в Середземному морі, звільнила Іонічні острови, Корфу острова Корфу.

### Російсько-турецька війна 1806—1812

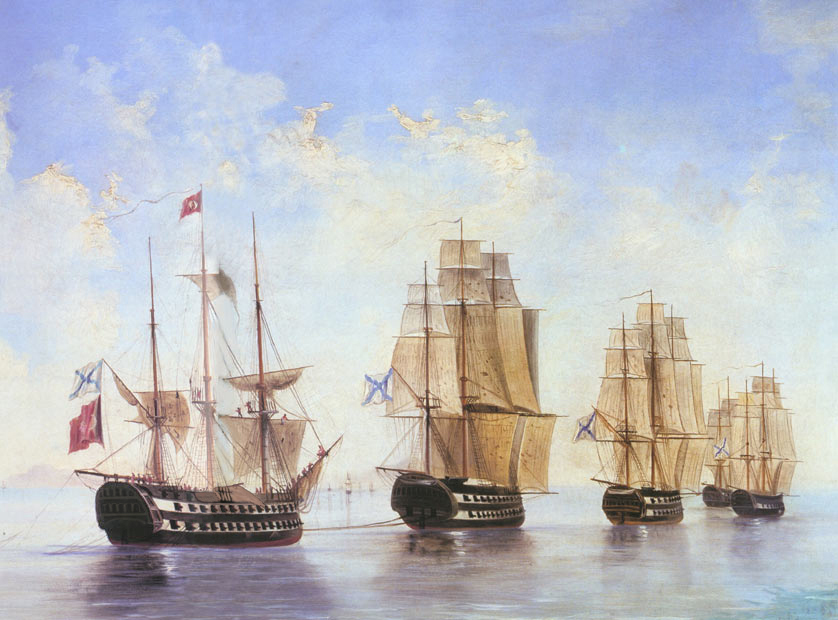
битва (А. П. Боголюбова) Афона.

У 1807 році ескадра під командуванням віце-адмірала Д. М. Сенявіна, діючи в Егейському морі, розгромила турецький флот в Дарданельській і Афоні битвах.

### Російсько-турецька війна 1828—1829
Чорноморський флот сприяв наступу військ на Балканському і Кавказькому театрах військових дій. Нев'янучою славою покрив себе бриг «Меркурій», що отримав перемогу у бою з двома турецькими лінійними кораблями.
До середини XIX століття Чорноморський флот був найкращим вітрильним флотом у світі і включав 14 вітрильних лінійних кораблів, 6 фрегатів, 4 корвети, 12 бригів, 6 пароходофрегатів та ін.

### Кримська війна
Кримська війна 1853—1856 велася Росією з коаліцією Франції, Османською імперією, Великою Британії і Сардинії за панування на Балканах, у басейні Чорного моря, на Кавказі.
Під час кримської війни ескадра під командуванням віце-адмірала П. С. Нахімова розгромила турецьку ескадру в Синопській битві 1853 року. Під час Севастопольської оборони 1854—1855 чорноморських моряків під керівництвом адмірала В. О. Корнілова, віце-адмірала П. С. Нахімова і В. І. Істоміна героїчно билися на суші.
Частина кораблів була затоплена, інші надавали артилерійську підтримку сухопутним військам.
У Кримській війні Росія зазнала серйозної поразки. За Паризьким мирним договором 1856 Російська імперія була позбавлена права мати військовий флот на Чорному морі. Це обмеження було скасоване в 1871 році.

## Відродження флоту

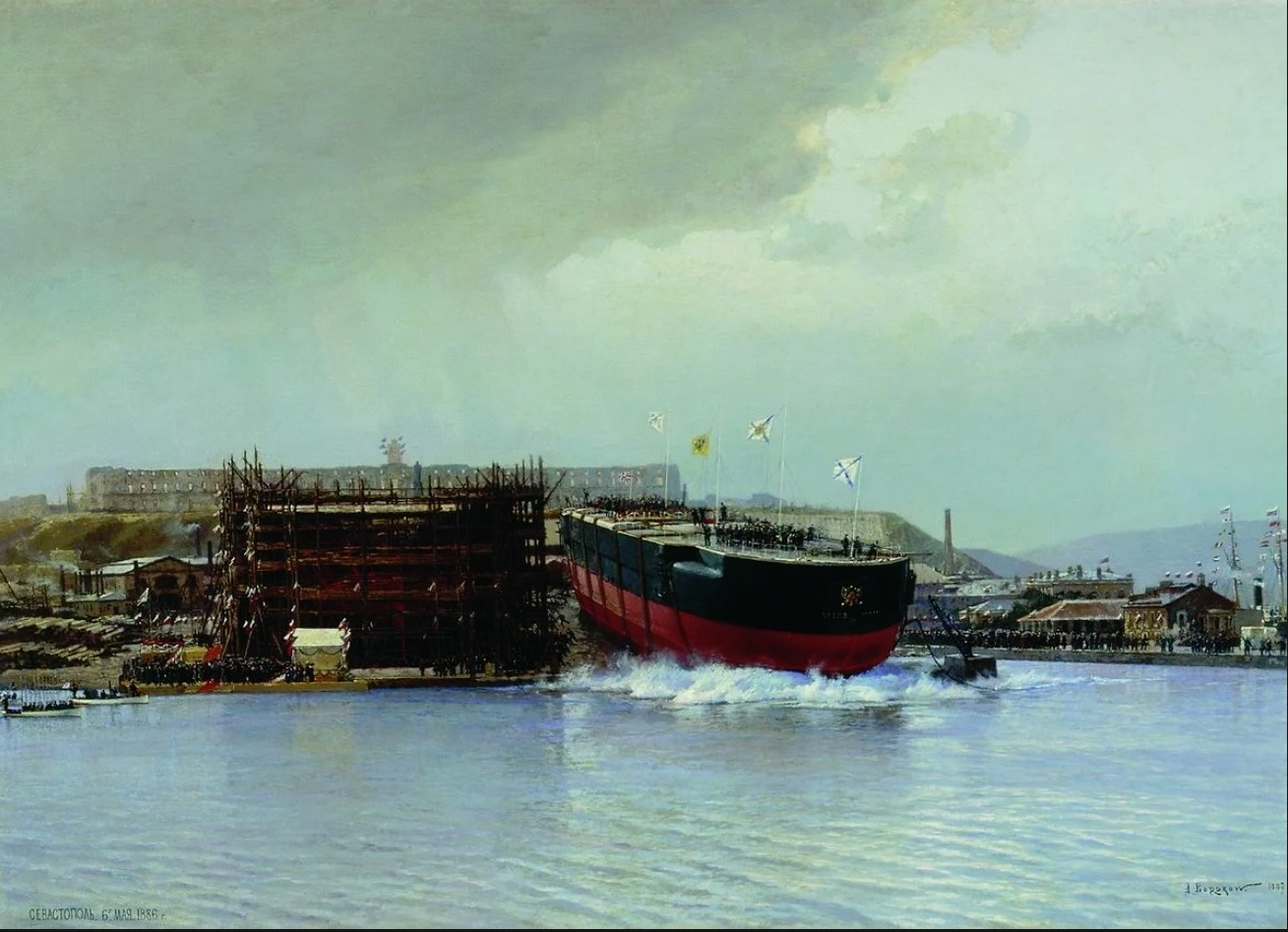
Спуск броненосця «Чесма» в Севастополі. 1886 рік (А. К. Беггров).

У кінці XIX століття Чорноморський флот був відроджений як паровий броненосний флот, який був збудований у Миколаєві і Севастополі броненосці були потужнішими і більшими, чим кораблі аналогічного класу на Балтиці.
Причина цього криється в тому, що міжнародні угоди забороняли прохід військових кораблів через Босфор і Дарданелли, і в штабах регулярно будувалися плани по їх захопленню, а контролююча їх Османська імперія і Велика Британія, що стоїть за нею вважалися імовірнішими супротивниками, ніж дуже віддалена Японія або дружня Німеччина.
До того ж на Балтиці значна частина коштів йшла на будівництво крейсерів — винищувачів торгівлі, а броненосці довго не могли позбавитися від ярлика кораблів берегової оборони.
Таким чином, аж до кінця 90-х років Чорноморський флот мав в розпорядженні куди повноцінніші лінкори, ніж Балтійський, і усього до початку XX століття у складі Чорноморського флоту було вже 7 ескадрених броненосців, 1 крейсер, 3 мінних крейсера, 6 канонерських човнів, 22 міноносця та ін.

## 1905—1907
У 1905 році на флоті вибухнуло повстання на броненосці «Князь Потемкін-Таврійський» і крейсері «Очаків» (Севастопольське повстання).

## Перша світова війна
До початку Першої світової війни у складі Чорноморського флоту було 6 лінкорів (додредноутів), 2 крейсери, 17 есмінців, 12 міноносців, 4 підводні човни.
Порівняльні дані типів лінійних кораблів російського і турецького флотів
Р.М.Мельников. Лінійні кораблі типу "Імператриця Марія". — Сптб : «Гангут», 1993.
| Назва               | Водотоннажність, т | Швидкість, уз. | Озброєння                                       |
| ------------------- | ------------------ | -------------- | ----------------------------------------------- |
| Росія               |                    |                |                                                 |
| «Євстафій»          | 12 810             | 16,2           | 4 х 305, 4 х 203, 12 х 152, 14 х 75; 2 х ТА-450 |
| «Імператриця Марія» | 22 600             | 21,0           | 12 х 305, 20 х 130, 5 x 75; 4 х ТА -450         |
| Туреччина           |                    |                |                                                 |
| «Решад I»           | 23 400             | 21,0           |                                                 |
| «Осман I»           | 28 000             | 22,5           |                                                 |
| «Явуз» («Гебен»)    | 23 000             | 28,4           | 10 x 280, 12 x 150, 12 x 88-мм; 4 х ТА-500мм    |

Військові дії перших років війни показали, що лінкори додредноутного типу не можуть ефективно протистояти кораблям нового типу: бригада російських лінкорів до 1916 року не змогла присікти дії в Чорному морі німецького лінійного крейсера «Гебен». Тому прискореним темпом було завершено спорудження трьох лінкорів-дредноутів : «Імператриця Марія», «Катерина Велика».
Третій дредноут «Імператор Олександр III» був введений в дію вже після Лютневої революції. А четвертий дредноут «Імператор Микола I» був спущений на воду, але до складу флоту до кінця війни не увійшов. За роки війни до складу флоту було введено 9 есмінців, 10 підводних човнів, 2 авіатранспорти та ін.
8 січня 1916 року сталося зіткнення «Гебена» з «Катериною Великою». Користуючись перевагою в швидкості «Гебену» і цього разу вдалося піти, але більше (до кінця 1917 року) німецький крейсер в Чорному морі не з'являвся.
З 1914 по 1917 роки Чорноморський флот активно сприяв сухопутним військам Кавказького фронту на приморських напрямах. Після більшовицького перевороту в Петрограді централізоване управління флотом було порушено: 16 грудня 1917 року в Севастополі був створений Військово-революційний комітет, який узяв владу у свої руки, внаслідок чого флот втратив боєздатність.

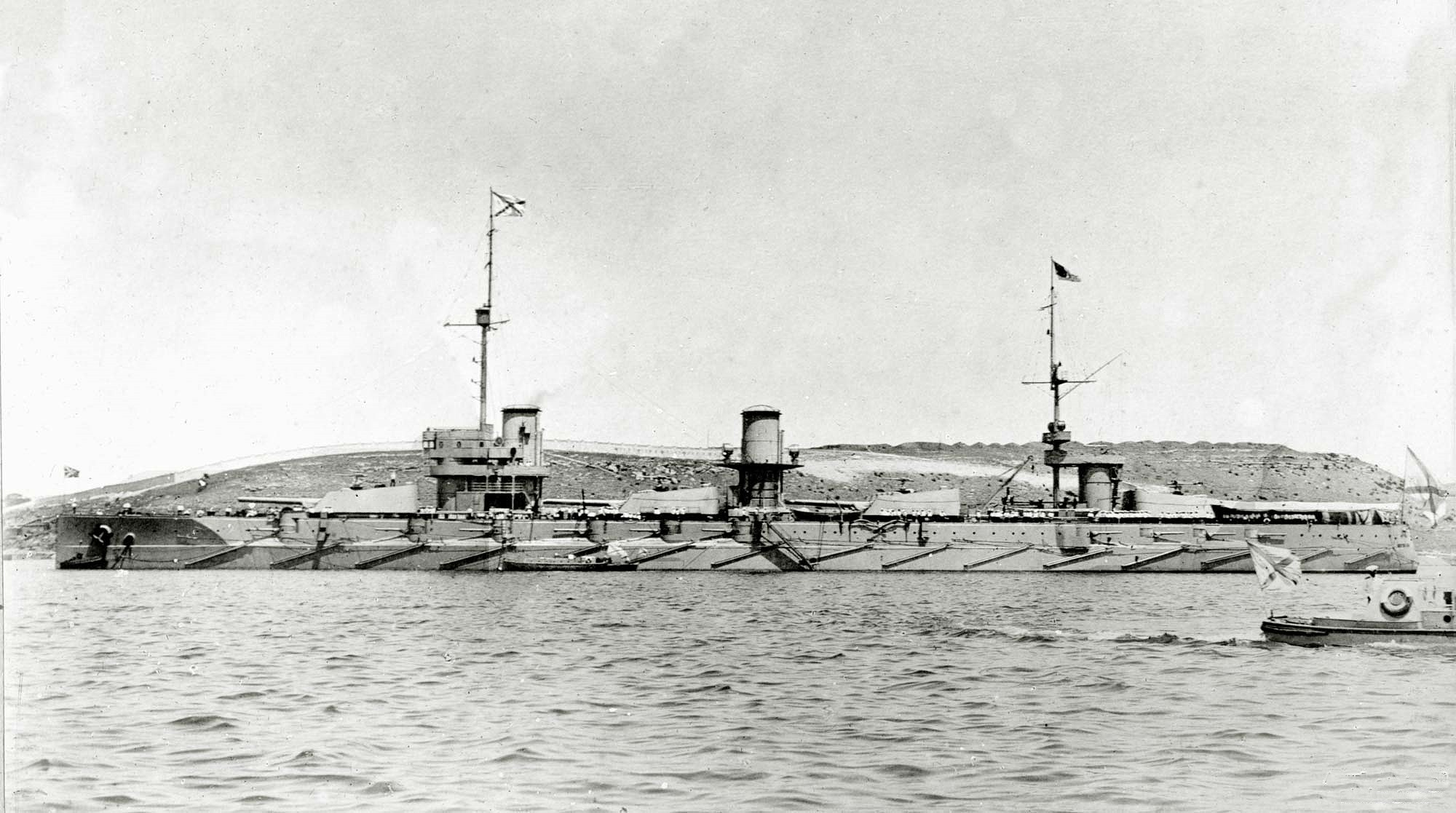
«Імператриця Катерина Велика» на якірній стоянці.

## Загибель флоту
За вказівкою уряду Радянської Росії на чолі з Леніним Чорноморський флот Російської імперії був затоплений.
Есмінці «Керч» (командир Кукель) і «Лейтенант Шестаков» почали буксирування кораблів на рейд, на есмінцеві «Гаджибей» був піднятий сигнал «Гину, але не здаюся». О 15.45 почалося затоплення кораблів в Цемеській бухті. Есмінець, що затопив кораблі, «Керч» пішов до Туапсе, де і затопився сам.